# Le Quartier !
Pour plus de détails, voir Fiche technique et Distribution.
Nyócker ! ([ˈɲo:ckɛr] ; en anglais : District), est un film d'animation hongrois réalisé par Áron Gauder, sorti en 2005
Produit par Erik Novák, Le film met en scène des habitants des quartiers pauvres de Józsefváros, le 8e arrondissement de Budapest (en hongrois : nyolcadik kerület, abrégé en nyócker).

## Synopsis
Le film raconte l'histoire de deux familles ennemies, les Lakatos et les Csorba tous mafieux et macs renommés, dans un ghetto de Budapest en 2004. À la manière de Roméo et Juliette, Richie Lakatos et Julie Csorba tombent amoureux. Richie se questionne quant à la façon de roucouler avec sa douce sans se préoccuper de leurs parents. Se rappelant les propos de son grand-père concernant la réussite, il en vient à la conclusion qu'il faut être riche. Et pour être riche, il faut du pétrole. Pour avoir du pétrole, il faut remonter le temps…

## Fiche technique
- Titre anglais : District !
- Réalisation : Áron Gauder
- Scénario : Viktor Nagy, László Jakab Orsós, Damage
- Musique : Rap !
- Production : Erik Novák
- Durée : 85 minutes
- Sortie : 29 mars 2006 (France)
- Genre : Humour, Animation

## Distribution
- L.L. Junior : voix de Ricsi Lakatos
- László Szacsvay : voix de Guszti Lakatos
- Győző Szabó : voix de Károly Csorba
- Csaba Pindroch : voix de Beluska
- Gábor Csőre : voix de Simon Csorba/Chen

## Commentaires
- Il est question dans Nyócker de mélange d'ethnies, fait inhérent aux cités dans les pays industrialisés. Par exemple, la famille Lakatos est d'origine tzigane, alors que les Csorba sont roumains, ce qui renforce leur haine mutuelle. D'autres amis de Richie sont chinois, arabes…
- Le rap est omniprésent dans la bande originale. L'Europe de l'Est est d'ailleurs un grand pôle du rap.
- La détresse sociale du pays est aussi beaucoup mis en avant, avec des deals, une prostitution acceptée voire encouragée par une police corrompue, qui laisse faire les vols ou agressions et qui ne se pointe qu'à la vue d'un billet.
- On parle aussi de Vendetta, comme Roméo et Juliette, avec les familles ennemies qui ne savent même plus pourquoi elles se battent.
- Il a reçu le Cristal du long métrage (le premier prix) au Festival international du film d'animation d'Annecy en 2005.